# Землетрус у Ганьсу (1920)
Землетрус в Ганьсу 1920 року (кит.: 海原大地震; піньїнь: Hǎiyuán dà dìzhèn) — землетрус, що стався 16 грудня 1920 року в китайській провінції Ганьсу у повіті Хайюань (зараз у складі міста Чжунвей, Нінся-Хуейський автономний район), який відносять до списку землетрусів, які мали найбільшу кількість жертв. Це стихійне лихо забрало життя більш ніж 200 000 осіб.
Удар стихії був відзначений у 20:06:53 за місцевим часом (GMT 12:06:53). Інтенсивність поштовхів в епіцентрі досягла максимуму (XII) по шкалі Меркаллі. Потужні коливання земної кори призвели до численних зсувів і обвалів, які хоронили під собою цілі селища. За різними оцінками, загальна кількість жертв землетрусу склало від 200 000 до 240 000 осіб. При цьому, близько 20 000 людей померли від холоду, після того як позбулися своїх жител.
Сейсмічна активність у цьому регіоні була настільки сильною, що наслідки (попри відсутність тут великих міст) були жахливими. Підземний поштовх поширився на територію площею приблизно 450 на 150 кілометрів, яка розташована в самому серці «країни лесу». Лесом називають величезний шар родючого пилу, який був принесений вітрами в четвертинному періоді з пустелі Гобі. У провінції Ганьсу лес залягає величезними пластами, які під час землетрусу почали рухатися, переміщаючи цілі пагорби. Люди, які жили в печерах, виритих в лесі, були тисячами поховані під потужним шаром ґрунту. Виникли масштабні зсуви, які зносили схили гір, значно змінювали рельєф і змітали на своєму шляху цілі селища. Цікаво, що один будинок залишився на поверхні зсуву та був переміщений стихією на відстань 800 метрів.